# Fusinus somaliensis
Fusinus somaliensis is een slakkensoort uit de familie van de Fasciolariidae. De wetenschappelijke naam van de soort is voor het eerst geldig gepubliceerd in 1984 door Smythe & Chatfield.